# 2020年国际金融恐慌
2020年国际金融恐慌，是2020年1月至4月期間，因2019冠状病毒病疫情在全球蔓延，并加以其他因素共同影响，导致全球金融市场大幅动荡。自2020年2月20日起，美国三大股指经历2008年金融危机以来最差交易周，随後几周内包括美国、加拿大、欧洲、日本、韩国等国家和地区股指创下单日最大跌幅，10余国股指触发熔断机制，大宗商品和虚拟货币的价格亦出现波动。

## 时序

### 1月

#### 1月19日至25日
2020年1月18日开始以武汉市为中心暴发；翌日（1月19日）武汉市以外首次出现确诊病例，使中国大陆政府于1月20日宣布启动对该疫情的全国联防联控机制。此后，中国大陆的股市就出现股灾征兆。1月21日，中国大陆沪深300指数收跌近2%；香港恒生指数则因前一天穆迪下调香港信用评级影響，收市跌近3%。
1月23日凌晨，武汉市政府宣布封城。当日，沪深300指数跌3.1%。此后，大中华地区各地股市因大中华地区传统节日春节而封盘。

#### 1月26日至2月1日
1月27日，日本日经225指数下跌2%。当日，中国证监会宣布中国大陆股市复市日期推迟至2月3日。1月28日，日本国内出现人传人病例，日经225指数继续下跌。韩国股市当日复市，综合股价指数大跌3%。
1月29日，香港股市复市，恒生指数大跌近3%。1月30日，台湾股市复市，加权股价指数大跌近6%，创下历史最大单日跌幅。同期，由于英国确认将于1月31日如期脱离欧盟，欧洲股市出现异动。

### 2月

#### 2月2日至8日
2月3日，中国大陆复市，沪深300指数以创造历史，接近全盘跌停的9.1%跌幅开局，至当日收盘，跌幅近8%，全国股市3177只个股跌停。此后中国大陆当局積極介入股市，中国大陆股市指数连续7日上涨，基本回到节前水平。

#### 2月23日至29日
2月24日至28日，美国股市连续下跌，全球各国股市跟跌。当周道琼斯指数下跌12.4%，迅速结束牛市，进入盘整阶段。2月26日，世卫组织总干事谭德塞在日内瓦表示，25日中国境外上报的新增病例首次超过中国境内，中国新冠疫情已现峰值“拐点”，当前担忧全球扩散，意大利和伊朗的新增病例数仍不断升高。同时对外输出病例在周边国家已经开始被发现，疫情已经扩散至所有人类居住的大洲。2月28日，美聯準主席鲍威尔向市场保证继续量化宽松，暂时挽救了美国股市。
2月29日，世界卫生组织总干事谭德塞在日内瓦宣布，将疫情全球风险级别由此前的“高”上调至“非常高”。

### 3月

#### 3月1日至7日
3月2日至6日，美国股市试图摆脱进入熊市的命运，但并不成功。当周，冠状病毒病疫情迅速在意大利蔓延，并由于申根区的存在在欧洲大陆扩散。

#### 3月8日至14日
由于2019新型冠状病毒疫情导致原油需求疲软，国际油价下跌已超过20%。石油输出国组织成员国为了能提升油价，希望能够与非成员国俄罗斯等共同实施石油减产。3月6日，石油输出国组织成员国沙特阿拉伯与非成员国俄罗斯却无法就石油减产达成新协议。鉴于俄方态度十分强硬，以及打击成本较高的美国开采商的市场，沙特阿拉伯决定报复性增加石油开采量，日开采量将增至1200万桶，创下日产量新纪录。
3月9日，国际油价大跌30%；美国股市开盘即触发熔断机制，当日道琼斯指数暴跌近8%。全球各国股市跟跌，德国DAX指数、法国CAC40指数、英国富时100指数皆跌约8%；沪深300指数跌3.4%，日经225指数跌5%，韩国综合股价指数跌4.2%，恒生指数跌3.9%。3月9日史称“黑色星期一”。随后美国股市虽在10日有所反弹，但道指最终于11日彻底进入熊市。
世界卫生组织于3月9日认为，新型冠状肺炎疫情构成全球性大流行的威胁“非常真实”；之后复于3月11日宣布，此次疫情已构成“全球大流行”。美国总统特朗普于3月11日晚发表全国电视讲话，宣布自3月13日起的30天内，将暂停“从欧洲（除英国外）到美国的所有旅行”。
3月12日，开盘不到6分钟，美股市场即暴跌7.2%，再度触发一级熔断。当日道琼斯指数跌9.99%，创下1987年黑色星期一以来最大单日跌幅。
同日香港恒生指數期指夜市(收市後交易時段)下跌超過5%，觸發漲跌停機制
美国以外市场，据不完全统计已有11个国家股市于一天内发生熔断，如泰国、菲律宾、韩国、巴基斯坦、印尼、巴西、加拿大等。多伦多综合股指暴跌12.3%，创下该股市1940年以来最大的单日跌幅。德国DAX指数、法国CAC40指数、欧洲斯托克50指数均收跌超12%，英国富时100指数跌近10%。意大利富时指数收盘大跌近17%。次日亚太早盘，韩国综合股价指数暴跌8%，触发熔断；日经225指数下跌6%，澳大利亚ASX 200下跌7％，沪深300指数下跌4.5%。12日WTI原油期货跌4%，黄金期货跌3%，比特币暴跌39%至7年内最低点。3月12日史称“黑色星期四”。中国、日本、美国、欧洲央行相继紧急宣布降息降准等一揽子释放流动性举措。
3月13日下午，美国宣布进入国家紧急状态，促使美股尾盘暴涨。3月14日，美国政府将入境禁令扩展到英国和爱尔兰，自16日起执行。

#### 3月15日至21日
3月15日，美聯準、日本銀行、歐洲央行、瑞士國家銀行、加拿大銀行、英國央行发布协调行动声明称，他们将利用现有货币互换额度为美元这一世界储备货币的供应提供支持。美联储表示，几家央行一致同意将互换协议价格下调25个基点。同日，美联储宣布大规模降息，将联邦基金利率目标区间大幅下调至0-0.25%，同时美联储还宣布了7000亿美元大规模的量化宽松计划，但道琼斯指数期货与标普500指数期货则随即触发5%的跌幅限制，市场恐慌持续。有学者怀疑美联储这次已经将所有可用手段全数用尽，使得其难以应对未来可能的压力和风险。
3月16日，由于美联储量化宽松仍然不能消除市场恐慌，中国大陆、日本股市高开低走，香港股市全日低位运行。欧洲股市大幅低开，随后低走。美股開市隨即两周内第三次触發熔斷機制，道瓊工業指數開盤瞬間下跌2200點，至收盘更跌近3000点，跌幅接近13%，超越1929年华尔街股灾期间最大单日跌幅。原油暴跌10%，白银暴跌12%，金价亦创下新低。菲律賓以疫情爲由，宣佈暫停股票交易兩天至3月19日。
3月18日，标普500指数盘中下跌177.29点，跌幅7.01%，触发当月第四次熔断。韩国菲律宾印尼股市也出現熔断。
3月19日，美國聯儲局與另外9家中央銀行建立臨時的美元流動性互換安排，其中澳洲央行、巴西央行、韓國央行、墨西哥央行、新加坡金融管理局、瑞典央行各自達成不超過600億美元的新互換安排，與丹麥央行、挪威央行和新西蘭央行各自達成300億美元的安排。
3月20日，亚洲、欧洲股市收涨；美国股市上午尚可以跟随欧洲股市上涨，但午盘后随着油价和美债收益率下跌急速下挫逾4%，使得3月16日至20日交易周彻底成为2008年以来美国股市单周表现最差的周，以道指累跌17.3%收场。

#### 3月22日至28日
为挽救经济，美国政府又祭出1.8万亿美元的经济刺激计划，但没能在3月22日的参议院投票表决通过。当晚，美股期货再次触及5%的跌幅限制。
3月23日，亚洲股市低开低走，创业板指数跌入技术熊市。印度股市开盘狂泻9%，最终收盘暴跌13.2%，创下纪录。整个亚洲只有日本股市收涨，因为20日亚洲股市大涨时，日本股市因春分休市。

## 全球影响汇总
| 国家（地区） | 价格指数（单位）       | 1月18日收盘 | 区间最高点 | 区间最低点 | 跌幅     | 3月21日收盘 | 3月21日收盘 | 3月21日收盘 |
| 国家（地区） | 价格指数（单位）       | 1月18日收盘 | 区间最高点 | 区间最低点 | 跌幅     | 点数        | 距1.18      | 距最高点    |
| ------------ | ---------------------- | ----------- | ---------- | ---------- | -------- | ----------- | ----------- | ----------- |
| 中国大陆     | 上证综合指数           | 3075.50     | 3096.31    | 2646.80    | -14.52%  | 2745.62     | -10.73%     | -11.33%     |
| 中国大陆     | 深证成份指数           | 10954.39    | 11869.41   |            |          | 10150.12    | -7.34%      | -14.49%     |
| 中国大陆     | 创业板指数             | 1932.51     | 2293.46    |            |          | 1915.05     | -0.90%      | -16.50%     |
| 中国大陆     | 沪深300指数            | 4154.85     | 4215.85    |            |          | 3653.22     | -12.07%     | -13.55%     |
| 香港         | 恒生指数               | 29056.42    | 29174.92   | 21139.26   | -27.54%  | 22805.07    | -21.51%     | -21.83%     |
| 臺灣         | 加权股价指数           | 12090.29    | 12151.42   | 8523.63    | -29.85%  | 9234.09     | -23.62%     | -24.01%     |
| 美国         | 道琼斯指数             | 29348.10    | 29568.57   | 18213.65   | -38.40%  | 19173.98    | -34.67%     | -35.15%     |
| 美国         | 标准普尔500指数        | 3329.62     | 3393.52    | 2191.86    | -35.41%  | 2304.92     | -30.78%     | -32.08%     |
| 美国         | 纳斯达克指数           | 9388.94     | 9838.37    | 6631.42    | -32.59%  | 6879.52     | -26.73%     | -30.07%     |
| 日本         | 日经225指数            | 24041.26    | 24108.11   | 16358.19   | -32.15%  | 16552.83    | -31.15%     | -31.34%     |
| 英国         | 富时100指数            | 7674.56     | 7682.77    | 4898.79    | -36.24%  | 5190.78     | -32.36%     | -32.44%     |
| 法國         | CAC 40指数             | 6100.72     | 6111.41    | 3691.08    | -39.60%  | 4048.80     | -33.63%     | -33.75%     |
| 德国         | 德国DAX指数            | 13526.13    | 13795.24   | 8255.65    | -40.16%  | 8928.95     | -33.99%     | -35.28%     |
|              | 韩国综合股价指数       | 2250.57     | 2277.23    |            |          | 1566.15     | -30.41%     | -31.23%     |
|              | S&P/ASX 200指数        | 7064.10     | 7197.20    |            |          | 4816.60     | -31.82%     | -33.08%     |
| 加拿大       | 多伦多S&P/TSX综合指数  | 17559.02    | 17970.51   | 11172.73   | -37.83%  | 11851.81    | -32.50%     | -34.05%     |
| 世界         | 富时全球指数           | 382.32      | 383.39     |            |          | 262.18      | -31.42%     | -31.62%     |
| 世界         | WTI原油期货（美元/桶） | 58.54       | 59.73      | -40.32     | -167.50% | 22.43       | -61.68%     | -62.45%     |
| 世界         | 黄金期货（美元/盎司）  | 1566.50     | 1704.30    |            |          | 1484.60     | -5.23%      | -12.89%     |
| 世界         | 比特币汇率（美元）     | 8891.50     | 10489.00   |            |          | 6201.80     | -30.25%     | -40.87%     |

| 国家（地区） | 价格指数              | 日期       | 前收     | 收盘     | 跌幅    | 创近10年跌幅纪录？                                                                            |
| ------------ | --------------------- | ---------- | -------- | -------- | ------- | --------------------------------------------------------------------------------------------- |
| 中国大陆     | 沪深300指数           | 2020-02-03 | 4003.90  | 3688.36  | -7.88%  | 否 2015年8月24日以来最大单日跌幅 当日开盘跌9.1%，为史上最大开盘跌幅                           |
| 香港         | 恒生指数              | 2020-03-09 | 26146.67 | 25040.46 | -4.23%  | 否 2018年2月6日以来最大单日跌幅                                                               |
| 臺灣         | 加权股价指数          | 2020-03-19 | 9218.67  | 8681.34  | -5.83%  | 否 2018年10月11日以来最大单日跌幅                                                             |
| 美国         | 道琼斯指数            | 2020-03-16 | 23185.62 | 20188.52 | -12.93% | 是 1987年黑色星期一以来最大单日跌幅 超越1929年华尔街股灾期间最大单日跌幅 史上最大单日下跌点数 |
| 美国         | 标准普尔500指数       | 2020-03-16 | 2711.02  | 2386.13  | -11.98% | 是 1987年黑色星期一以来最大单日跌幅 史上最大单日下跌点数                                      |
| 美国         | 納斯達克綜合指數      | 2020-03-16 | 7874.88  | 6904.59  | -12.32% | 是 史上最大單日跌幅                                                                           |
| 日本         | 日经225指数           | 2020-03-13 | 18559.63 | 17431.05 | -6.08%  | 否 令和以来最大单日跌幅                                                                       |
| 英国         | 富时100指数           | 2020-03-12 | 5876.52  | 5237.48  | -10.87% |                                                                                               |
| 法國         | CAC 40指数            | 2020-03-12 | 4610.25  | 4044.26  | -12.28% |                                                                                               |
| 德国         | 德国DAX指数           | 2020-03-12 | 10438.68 | 9161.13  | -12.24% |                                                                                               |
|              | 韩国综合股价指数      | 2020-03-19 | 1591.20  | 1457.64  | -8.39%  | 是 2008年10月24日以来最大单日跌幅 史上最大单日下跌点数                                        |
|              | S&P/ASX 200指数       | 2020-03-16 | 5539.30  | 5002.00  | -9.70%  |                                                                                               |
| 加拿大       | 多伦多S&P/TSX综合指数 | 2020-03-12 | 14270.09 | 12508.45 | -12.34% | 是 1940年以来最大单日跌幅                                                                     |
| 世界         | 富时全球指数          | 2020-03-12 | 312.53   | 282.87   | -9.49%  |                                                                                               |

## 各地影响

### 亞洲

#### 中华人民共和国
- 2020年4月17日中國國家統計局公布2020年第一季度的國內生產總值(GDP)，比較去年同期下降了6.8%，這是中國自1992年開始公佈季度GDP以來首次出現負成長[50]。
- 公布就業數據顯示，2月份全國城鎮調查失業率為6.2%，3月份下降為5.9%，作為對比，去年各月該數值保持在5.0%-5.3%之間[50]。
- 生產方面，第一級產業第一季度增加值同比為-3.5%。第二級產業和第三級產業降幅較大，分別為-9.6%和-5.2%。消費方面，社會消費品零售總額78580億元，同比下降19.0%；投資方面，全國固定資產投資84145億元，同比下降16.1%；外貿方面，進出口同比也下降了6.4%。[50]

#### 
- 韓國產業通商資源部5月1日發佈的數據，指出韓國4月份出口額為369.2億美元，較2019年同期相比，劇減24.3%，是2008年金融海嘯以來的最大降幅；而4月進口額則為378.7億美元，較去年同期相比，減少了15.9%，出現9.5億美元的貿易逆差[51]。
- 韓國央行4月23日發布GDP統計，第一季國內生產毛額（GDP）較前一季減少1.4%，為金融海嘯以來最低季增率[52]。
- 受到疫情影響，2月起的民間消費與服務業生產表現都是亞洲金融風暴以來最糟。第一季民間消費較上一季減少6.4%，主要是因為消費者減少外出，餐飲、住宿、娛樂文化服務、交通、服飾等消費都縮減[52]。

### 美洲

#### 美国
- 2020年4月15日，美國商務部表示，2020年3月零售業銷售額較前月大減8.7%，不如市場預期的8%，創美國1992年開始記錄單月零售業數據以來的最大衰退幅度。美國聯準會（Fed）表示，3月製造業產出暴跌6.3%，創1946年3月以來最大跌幅[53]。
- 美國商務部4月29日最新數據顯示，美國2020年第一季GDP下跌4.8％，高於經濟學家預計的萎縮3.5％，而這也是美國2014年第一季GDP下降1.1％以來，首次的GDP萎縮，也結束了美國史上最長的經濟成長[54]。
- 美國第一季出口下滑8.7％；進口下滑15.3％[54]。
- 因2019新型冠狀病毒疫情重創供應鏈，導致企業投資進一步萎縮。紐約聯邦準備銀行的3月總體商業環境指數崩跌56.7點至-78.2，創2001年以來最低。美國銀行、渣打銀行、高盛銀行等3家銀行，第一季獲利皆出現超過45％以上的衰退，也相繼提列鉅額的貸款損失準備，來因應疫情衝擊。[53]
- 截至2020年4月25日，根據美國勞工部數據顯示，全美國已有3030萬人申請失業救助金[55]。
- 因2019新型冠狀病毒疫情導致石油需求萎縮和2020年俄羅斯-沙烏地阿拉伯石油價格戰影響，全球油價大跌，美國石油業和頁岩油產業因而大受打擊。懷汀石油公司4月1日宣布向法院申請破產，成為首家因油價大跌而申請破產的美國石油業公司[56]。

### 歐洲

#### 欧盟歐元區
2020年4月30日歐盟統計局公布，歐元區第一季國內生產毛額（GDP）比去年第4季萎縮3.8%，為歷來最大萎縮幅度。

##### 德国
- 德國聯邦統計局（Destatis）數據指出，德國 3 月工業產值月減 9.2%，大於分析師預期，為 1991 年 1 月以來最大跌幅，排除能源和建築業的工業產值下滑 11.6%，能源業和建築業產出分別下滑 6.4% 以及增長 1.8%。 其中，作為德國核心產業的汽車業所受衝擊最劇烈，3 月產出較上月大減 31.1%。根據官方及產業人士發布最新數據，因疫情肆虐，工廠多半呈現閒置狀態，4 月汽車產量大減 97%[58]。

##### 法國
- 2020年4月30日，法國國家經濟統計局（INSEE）公佈數據顯示，法國第一季GDP較前一季衰退5.8%，萎縮幅度為1994年有數據以來最深 [59]。
- 法國國家經濟統計局表示，通常作為法國經濟驅動力量的消費者支出，第一季較上季下滑6.1%，企業投資則下滑11.4%[59]。
- 法國國家經濟統計局數據指出，3月工業產值月減 16.2%，主要由運輸設備及精煉石油產品下滑所致，前者產出較上月下滑 35.9%，後者則下滑 34.3%，此外採礦業產出下滑 4.1%，建築業產出也較上月大幅下滑 40.1%[58]。

##### 西班牙
- 2020年西班牙第一季GDP萎縮達5.2%[57]。

##### 奥地利
- 2020年奧地利第一季GDP萎縮2.5%，為2008年以來最大降幅[57]。

## 评论
2020年4月1日，马来西亚前首相马哈迪·莫哈末在Facebook直播与网友互动，回应民众提出的问题，其中有人询问马哈迪对新冠肺炎给世界经济冲击的看法，马哈迪用“可怕”来形容该冲击，并认为即便疫情平息，马来西亚乃至全球经济尚需一段漫长时间，才能恢复：“非常可怕，试想当人们不能工作，就没有生产力，什么也不能提供，无法帮助企业，所以也不能创造财富。”。